# Açaí na tigela

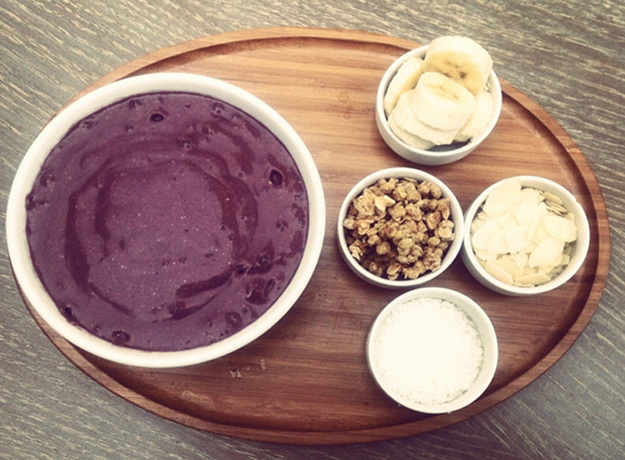
Açaí na tigela

Açaí na tigela („açaí w misce”) – brazylijska potrawa z mrożonego musu z owoców euterpy warzywnej (açaí) zmiksowanymi z guaraną, posypany granolą lub muesli i podawany jak koktajl w szklance lub w misce, zwykle z bananami lub innymi owocami.
Açaí na tigela jest bardzo popularne w Rio de Janeiro, Florianópolis i wzdłuż całego północno-wschodniego wybrzeża, gdzie sprzedawane jest na nadmorskich promenadach, w spotach surfingowych, a także w barach z sokami i smoothies w wielu brazylijskich miastach.